# Willy Porter

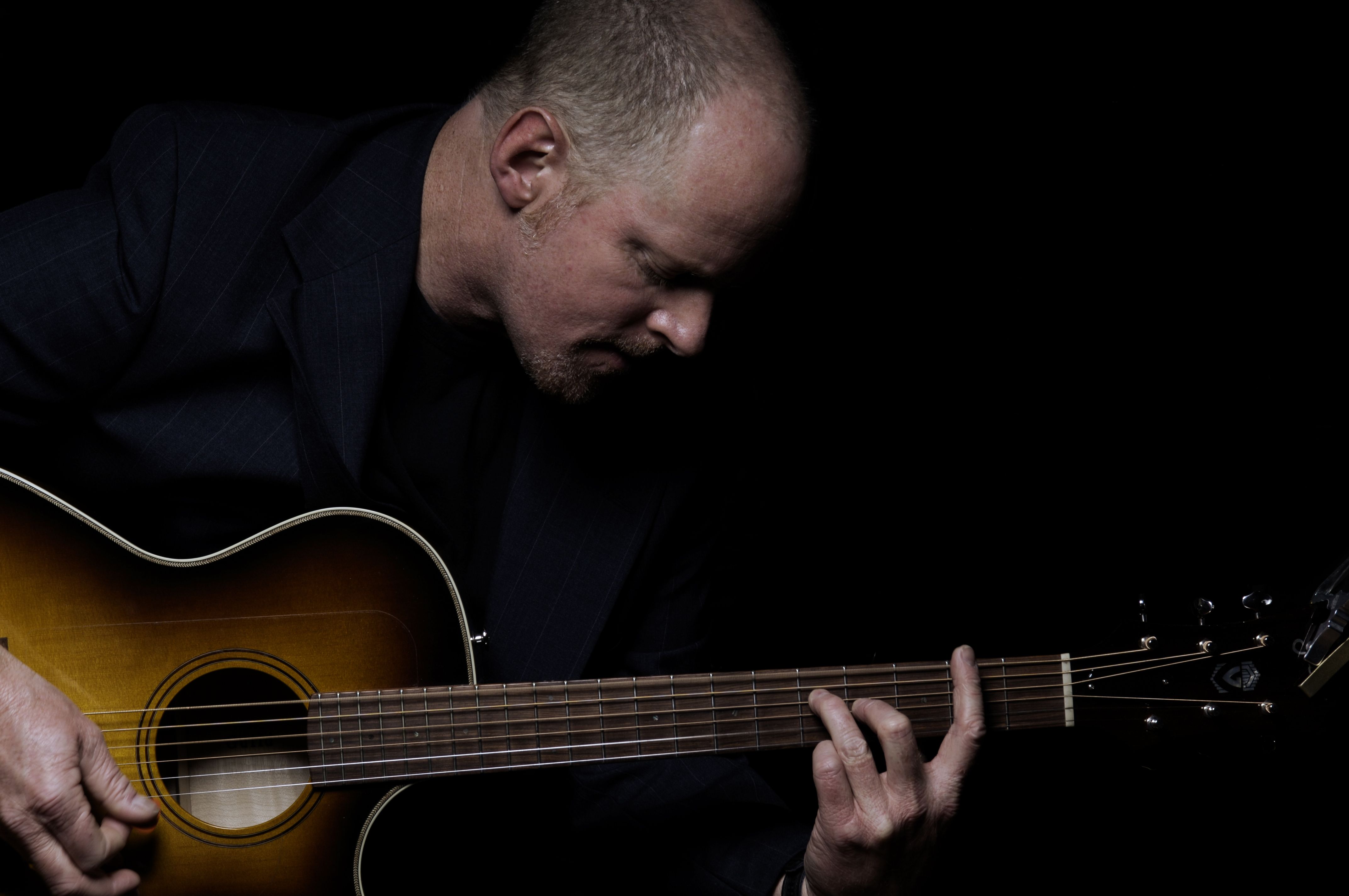
Willy Porter (2012)

Willy Porter (* 4. Oktober 1964 in Mequon, Wisconsin) ist ein US-amerikanischer Singer-Songwriter mit Blues- und Rock-Einschlag.

## Leben
In seiner Jugend lernte Porter Bratsche, aber er war nicht diszipliniert genug, dass daraus etwas Zukunftsträchtiges hätte werden könnte. Als 18-Jähriger war er von The Police beeindruckt und wollte ähnliche Musik machen, weshalb er sich mit Gleichgesinnten zu einer Band zusammenschloss und erste Musikerfahrungen machte. Danach widmete er sich als Autodidakt der Erweiterung seiner Fähigkeiten auf der Gitarre und fand Vorbilder in z. B. Bruce Cockburn. Irgendwann entdeckte er auch Leo Kottke. Er studierte an der University of Wisconsin–Eau Claire, wo die Sieben Freien Künste gelehrt werden, und graduierte 1989 in Psychologie. In dieser Zeit verfiel er dem Gitarrenspiel Michael Hedges’.
Anschließend lebte er in Madison, Wisconsin. Er begann mit eigenen Liedern und gesprochenen humoristischen Zwischentexten aufzutreten. Willy Porters eigentliche Karriere setzte 1990 ein, als er noch im eigenen Wagen durch die USA, Kanada, Großbritannien und das europäische Festland fuhr und nach den Straßenvorträgen und Club-Auftritten seine erste, selbstverlegte CD, The Trees Have Soul, aus dem Kofferraum heraus verkaufte. Seine beinahe ständigen Begleiter waren der Bassist Steve Kleiber und der Schlagzeuger John Calarco. Mit Angry Words aus seinem zweiten Album Dog Eared Dream gelang ihm 1994/1995 ein Radio-Erfolg, der ihn auf einfacherem Wege bekannter machte. Das BMG-Sublabel Private Records nahm ihn unter Vertrag und veröffentlichte Dog Eared Dream neu. Von nun an ging es per Bus auf Reisen, und ein Geiger (Biff Uranus) und ein Keyboarder (David Adler) wurden mitgeführt. Jürgen von der Lippe lud ihn in seine am 16. Dezember 1995 ausgetragene Spielshow Geld oder Liebe ein. Zuvor gab er eine dreiviertelstündige Kostprobe seines Solo-Könnens in der Münchner BMG/Ariola-Kantine. Der deutsche Mutterkonzern hoffte vergebens auf einen Selbstläufer infolge der attraktiven Samstagabend-Fernsehminuten und Mundpropaganda als Multiplikator. 1998 kam Porter nach der Liquidation von Private Records bei Six Degrees in San Francisco unter. Dort veröffentlichte er zunächst Falling Forward (1999), produziert vom mehrfachen Grammy-Gewinner Neil Dorfsman (Dire Straits, Sting). Das schlicht Willy Porter betitelte vierte Album mit den Gastbeiträgen von Jethro-Tull-Bandchef Ian Anderson sowie dem weitreichend bekannten Bassisten Tony Levin folgte 2001. Danach tourte er mit Paul Simon, Sting, Jeff Beck, Jethro Tull und Tori Amos. Das im Jahr 2003 veröffentlichte Live-Album High Wire Live war vom Grammy-Gewinner Ben Wisch (Marc Cohn, Shawn Colvin, Jonatha Brooke) co-produziert worden. Im selben Jahr absolvierte Porter an der Seite von Jethro-Tull-Gitarrist Martin Barre in der Formation Martin Barre and Friends eine England-Tour. 2005 verabschiedete sich Porter von Six Degrees, um sein eigenes Label Weasel Records aufzubauen. Auf diesem erschien 2006 das mit seinem Mitmusiker Dave Adler gemeinsam produzierte Album Available Light. Aus einer Zusammenarbeit mit dem Gitarrenhersteller Guild & Fender Guitars entstand die Akustik-Gitarre Marke „Willy Porter Signature“. Auf das 2009 fertiggestellte How to Rob a Bank folgte 2010 noch einmal ein Live-Album, bei dem diesmal eine klassische Streicher-Facette hinzutrat. Die EP Cheesburgers & Gasoline von 2012 enthält die Coverversion von Peter Gabriels 20 Jahre altem Hit Digging in the Dirt. Human Kindness, das seit 2014 als Download-Album angeboten wird, verzeichnet beispielsweise einen Gastauftritt von Martin Barre.
Am 8. Februar 2014 war der 49-jährige Steve Kleiber bei einem Wohnungsbrand ums Leben gekommen. Porter und Calarco suchten nach einem Weg, ihren Freund – wenn auch auf andere Weise – weiterleben zu lassen. Sie sammelten über ein Jahr lang mit vielfältigen Aktionen Geld für den Grundstock eines Stipendiums an der Musikhochschule, die Kleiber einst besucht hatte. Porters soziales Engagement umfasst auch die Unterstützung einer lokalen Einrichtung für Opfer häuslicher Gewalt und sexuellen Missbrauchs, einer Kindertheatergruppe sowie einer Kinder aus Nahost zusammenbringenden Organisation, in der Hoffnung, dass diese einmal bei der Führung ihrer Länder mitreden.
Porter lebt in Milwaukee, Wisconsin, ist mit einer Umweltaktivistin verheiratet und hat zwei Kinder.

## Stil

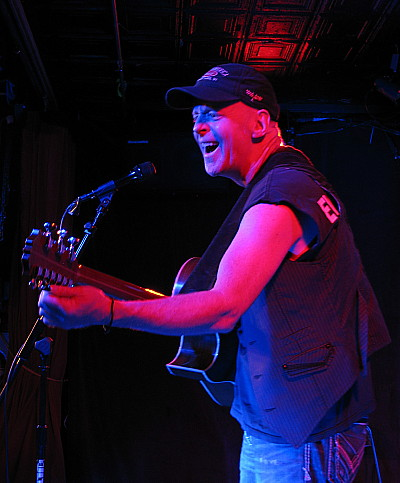
Willy Porter (2013)

Porters Stil wird als eine Mischung aus Leo Kottke, Michael Hedges, Richard Thompson und Lindsey Buckingham beschrieben. Auf Dog Eared Dream sind noch „luftige Melodien, zarte Folk-Harmonien und dezente Blues-Elemente“ zu hören. Auf dem (wegen der an ein Debütalbum gemahnenden Betitelung) als Neuausrichtung daher kommenden Album Willy Porter treten Rock- und Folk-Elemente stärker hervor. Der Musikkritiker Jeff Giles bezeichnete den Stil als virtuos instrumental unterlegten Blues und Pop. Vergleiche mit Leo Kottke, Adrian Legg und Michael Hedges seien angebracht, aber keiner dieser Künstler sei so poppig wie Porter. Aufgrund seiner „außergewöhnlichen Fingerpicking-Technik“, mit der er Blues, Country und die Folk-Spannbreite von traditionell bis rockig miteinander verbinde, verspreche Porter, meint der Allmusic-Biograf, eine Größe im Americana-Sektor zu werden.
Textlich geht es auf Dog Eared Dream um AIDS, eine gescheiterte Beziehung, eine unschuldige Raststättenromanze, Trucker-Romantik (Jesus on the Grille) und die Alkoholprobleme eines Freundes (und zwar Kleibers, wie sich später zeigte). Auf Cheesburgers & Gasoline werden Themen wie Lebenssehnsüchte, Selbstverwirklichung und Beziehungskittung auf wackligen Untergründen behandelt.

## Diskografie
- 1990: The Trees Have Soul (Album, Don’t Records)
- 1994: Dog Eared Dream (Album, Southwind Records)
- 1995: Dog Eared Dream (Album-Neuveröffentlichung, Private Music)
- 1995: Rita (3-Track-Single u. a. mit Angry Words, Private Music)
- 1999: Falling Forward (Album, Six Degrees Records)
- 2002: Willy Porter (Album, Six Degrees Records)
- 2003: High Wire Live (Live-Album, Six Degrees Records)
- 2006: Available Light (Album, Weasel Records)
- 2009: How to Rob a Bank (Album, Weasel Records)
- 2010: The Mealies – Live at BoMA (Live-Album, Weasel Records)
- 2012: Cheesburgers & Gasoline (EP, Weasel Records)
- 2014: Willy P Holiday 3-Pack (Download-EP)
- 2014: Human Kindness (Download-Album)